# Königsforst
| Recensione     | Giudizio |
| -------------- | -------- |
| AllMusic       |          |
| Pitchfork      |          |
| Piero Scaruffi |          |
| Ondarock       |          |

Königsforst è un album del progetto Gas di Wolfgang Voigt, pubblicato nel 1998 dalla Mille Plateux.

## Composizione e pubblicazione
Il disco prende il nome dal parco ricreativo di Königsforst, vicino a Colonia, città natale di Voigt, dove egli faceva uso di LSD trovando l'ispirazione alla base del progetto Gas. Le stampe su CD e vinile di Königsforst presentano varie differenze. Il primo e sesto brano dell'edizione su vinile di Königsforst divennero le tracce conclusive dell'album nella versione sul cofanetto del 2016 Box e nelle riedizioni successive dell'album. La terza e l'ultima traccia del vinile di Königsforst vennero allungate di vari minuti nella versione su CD.
Il primo brano della versione CD di Königsforst venne ripubblicata con il titolo Oktember A nell'EP Oktember del 1999. In alcune edizioni di Oktember e su Box, il brano prende il nome di Tal 90, dal nome di una traccia presente nell'antologia Pop Ambient 2002.

## Tracce

### Edizione su vinile
1. Untitled – 6:15
2. Untitled – 8:01
3. Untitled – 6:33
4. Untitled – 6:47
5. Untitled – 15:03
6. Untitled – 7:17
7. Untitled – 7:54

Durata totale: 57:50

### Edizione su CD
1. Untitled – 9:43
2. Untitled – 14:01
3. Untitled – 9:02
4. Untitled – 6:34
5. Untitled – 15:17
6. Untitled – 10:22

Durata totale: 64:59